# Verde S
El verde S es un colorante sintético derivado del triarilmetano que es empleado en la industria alimentaria (bajo el código: E 142). Este colorante no se suele emplear solo, puede ir acompañado de otros colorantes (generalmente amarillos como la tartracina) para restaurar los colores verdes de algunas verduras enlatadas.

## Usos
Se suele emplear junto  con otros colorantes como la tartracina (amarillo) en la coloración de los guisantes enlatados. Por regla general se emplea como colorante verde capaz de restaurar el color verde (pérdida de clorofila) de algunas hortalizas enlatadas. Por su color verde se emplea en la coloración de helados, salsa de menta, elementos de repostería y demás. 

## Salud
En EE. UU. las autoridades sanitarias de alimentación no permiten el empleo de este colorante, por lo tanto fue prohibido.[¿cuándo?]